# Modage, Hukeri
Modage là một làng thuộc tehsil Hukeri, huyện Belgaum, bang Karnataka, Ấn Độ.